# Sterowany jest ten świat
Sterowany jest ten świat – szósty studyjny album zespołu Kobranocka wydany w 2006 roku nakładem Polskiego Radia.
Muzyka i słowa: Kobranocka oprócz: „Mówię Ci, że...” – sł. i muz. T. Lipiński, Tilt. Płyta nagrana została między lutym 2004 a sierpniem 2005 w Black Bottle Studio. Reżyseria dźwięku: Michał Czerw. Produkcja: Michał Czerw, Piotr Wysocki. Foto: Krzysztof Sadowski.

## Lista utworów
źródło:.
1. „Jak zapomnieć Cię” – 2:57
2. „Sterowany jest ten świat” – 4:11
3. „W pogotowiu” – 3:00
4. „Mówię ci, że” – 2:59
5. „Ludzie na kawałkach blachy” – 3:06
6. „Baba z woza” – 2:07
7. „Własne przekonanie” – 3:00
8. „Wracajcie ułani” – 2:57
9. „Sikając do umywalki” – 3:14
10. „Tak chcę Cię przestać kochać” – 3:56
11. „Na wzwodzie” – 2:01
12. „Uwierzyć w media” – 2:02
13. „Widzę Cię smutną” – 3:41
14. „Wracaj bo tak chcę” – 4:14
15. „Moje sumienie” – 3:55
16. „Droga Mario” – 2:01

## Muzycy
źródło:.
- Andrzej Kraiński – gitara, śpiew
- Jacek Bryndal – gitara basowa, śpiew
- Jacek Moczadło – gitara
- Piotr Wysocki – perkusja

gościnnie
- Andrzej Gulczyński – chórki
- Mateusz Kubański – obój
- Katarzyna Kurzawska – chórki
- Marcin Małachowski – chórki
- Jacek Niestryjewski – gitara
- Oksana Predko – chórki